# 激情熱線
《激情熱線》（英語：For a Good Time, Call...）為一部2012年的美國喜劇電影，由en:Jamie Travis執導。由艾莉·葛瑞那，蘿倫·米勒，賈斯汀·隆等人主演。本電影在2012年1月在日舞影展首映，由焦點影業負責全世界的發行。2012年8月31日在美國發行。

## 故事大意
蘿倫(Lauren)與男友分手之後又無法獨力負擔一間房子。她的朋友傑西(Jesse)介紹她與一個女生同居，卻是她大學的敵人凱蒂(Katie)。在大一的時候，蘿倫在傑西的要求下載凱蒂回去，然而凱蒂卻潑了蘿倫一杯尿，這是兩人戰火的開端。雖然如此，但是由於沒地方住，蘿倫還是得住下來。
剛搬過來的時候，蘿倫聽到凱蒂的房間傳出奇怪的聲音，她以為是凱蒂帶了男人回來。禍不單行的是，蘿倫被公司開除，因此她得找新的工作。後來蘿倫發現凱蒂其實是對著電話做色情電話工作。因為找不到工作的緣故，蘿倫決定幫助凱蒂擴展色情電話事業。這使得兩人從敵人變成工作夥伴以及好朋友。
在過程中，凱蒂和一位顧客尚恩(Sean)天天打電話連線，她們聊得很投機，最後不再是談性愛，而是一般的想要了解彼此。有一天，尚恩決定約凱蒂出來見面，而凱蒂也答應了，兩人見面之後很快地發展出戀情。後來凱蒂和蘿倫解釋其實她是處女，所以她很擔心有一天她們需要做愛。
蘿倫有一天接到之前應徵的出版社的電話，凱蒂建議她過去好好嘲笑那個人事部門的人。然而對方卻對於她的工作感到有趣甚至錄取了蘿倫。同時，蘿倫的父母來到她們的住處，蘿倫興奮地跟她的父母說她獲得了工作，這讓凱蒂很生氣，就讓蘿倫的父母知道她們的真實工作，因此兩人開始吵架，蘿倫就搬出了公寓。
蘿倫的前男友查理(Charlie)從義大利回來並且重新跟蘿倫連絡上，查理跟蘿倫解釋他去義大利跟一個女生交往，之後才發現蘿倫的好處，所以希望回來跟蘿倫重新在一起。蘿倫當場就甩了查理。同時，凱蒂和尚恩準備上床做愛，因為凱蒂很緊張，因此尚恩打電話的方式讓兩人消除緊張。而結束之後，凱蒂說她很想蘿倫，尚恩建議她打電話給蘿倫。兩人重新連絡上，在以前的公寓樓下門口擁抱，並且繼續成為好朋友。

## 角色
- 艾莉·葛瑞那 飾演 凱蒂(Katie Steele)
- 蘿倫·米勒 飾演 蘿倫(Lauren Powell)
- 賈斯汀·隆 飾演 傑西(Jesse)
- Sugar Lyn Beard 飾演 Krissy
- en:Mimi Rogers 飾演 Adele Powell，蘿倫的母親
- en:Nia Vardalos 飾演 Rachel Rodman
- Mark Webber 飾演 尚恩(Sean)
- en:James Wolk 飾演 查理(Charlie)，蘿倫的前男友。
- 塞斯·羅根 飾演 傑瑞機長(Captain Jerry)
- Kevin Smith 飾演 Cabbie
- Martha MacIsaac 飾演 Inmate

## 製作過程
蘿倫·米勒 與 Katie Anne Naylon 以她們的大學室友的經驗共同為本電影編劇。
凱蒂這個角色是特別為艾莉·葛瑞那編寫。蘿倫·米勒透過過去的電影「淫幕初體驗」為靈感編寫這個角色，並寫信邀請艾莉·葛瑞那參與本電影的製作。艾莉·葛瑞那表示，她收到信之後大哭「我收到信之後，信裡面寫她們是我的粉絲，並且認為只有我符合同時擁有性感及柔弱和幽默。」
本電影僅花16天在洛杉磯以130萬美金成本拍攝。蘿倫·米勒及Katie Anne Naylon 借錢投資確保本部電影的獨立性。焦點影業 在2012年的日舞影展上花了200萬美元買下了這部電影的版權。焦點影業的執行長James Schamus表示：本部電影充滿情感，擁有吸引世界的目光的潛力，這是收購的原因。

## 評論
「激情熱線」收到了不同的評論。在「爛番茄」網站上收到了56%的酸度。

## DVD與藍光發行
2013年2月19日，「激情熱線」發行成DVD以及藍光光碟。包含導演以及編劇的隨片講評，以及五分鐘的刪除片段和幕後花絮。

## 原聲帶
本電影的原聲帶在2012年8月28日發行。
1. "Back and Forth" - Operator Please
2. "I Promise" – Generationals
3. "Come Alive" – Hanni El Khatib
4. "Stick Together" – Mack Winston & The Reflections
5. "Side Saddle" – People Get Ready
6. "Black Water" – The Dig
7. "By Your Hand" – Los Campesinos!
8. "He Knew" – Chalk & Numbers
9. "Operator" – Mary Wells
10. "Flowers Bloom" – High Highs
11. "Come Come" – Hot as Sun
12. "Black Water" – Timber Timbre

## 外部連結
- 互联网电影数据库（IMDb）上《激情熱線》的资料（英文）
- Box Office Mojo上《激情熱線》的資料（英文）
- 爛番茄上《激情熱線》的資料（英文）
- Metacritic上《激情熱線》的資料（英文）